# 軒端荻
軒端荻（のきばのおぎ）とは、源氏物語に登場する架空の人物。

## 概要
光源氏と関係を持った女性の一人であり、空蝉の義理の娘（夫・伊予介の先妻の娘）である。年齢は空蝉と同じくらいである。逃げまわる空蝉と何とか関係を持とうと光源氏が忍びこんだ明かりの落ちた部屋で空蝉と間違われ、そのまま光源氏と関係を持つ。この人物を「軒端荻」と呼ぶのは光源氏が送った和歌「ほのかにも軒端の荻を結ばずは露のかことを何にかけまし」（夕顔巻）に由来する呼称である。

## 登場する巻
軒端荻は直接には以下の巻で登場し、本文中ではそれぞれ以下のように表記されている。
- 第03帖 空蝉 西の御方、紀伊守の妹、君、西の君
- 第04帖 夕顔 娘
- 第06帖 末摘花 萩の葉

## 各巻での活動
空蝉と碁を打つところを光源氏に垣間見られる。光源氏は空蝉のところへ忍び込もうと明かりの落ちた部屋へ入っていったが空蝉はいち早く逃げてしまっており、間違って軒端荻のところへ入ってしまう。光源氏は人違いと気づいたがそのまま関係を持ってしまう。その後は軒端荻の側から求愛するようになるが光源氏は空蝉のことを思って受けない。（第03帖 空蝉）
蔵人少将と結婚するが、その一方で光源氏と和歌のやりとりをする。（第04帖 夕顔）
その後も光源氏と和歌のやりとりをしている。（第06帖 末摘花）